# Burg Erlhof
Die Burg Erlhof, auch Erlachhof genannt, ist eine abgegangene Wasserburg an der Stelle des späteren Erlachhofes bei dem Ortsteil Demling der Gemeinde Großmehring im Landkreis Eichstätt in Bayern. Heute ist der Burgstall vom „Interpark“ überbaut.

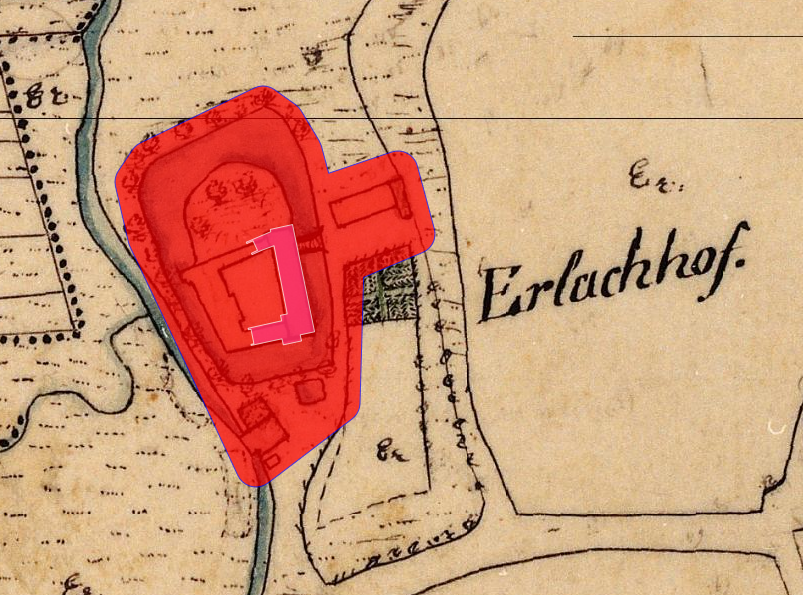
Lageplan von Burg Erlhof auf dem Urkataster von Bayern

Die Burg wurde 1229 bis 1231 erwähnt und war Sitz des 1280 erstmals erwähnten und 1510 ausgestorbenen Geschlechts der Erlacher. 1868 wurde die Wasserburg bei einem Brand zerstört.
- Siehe auch: Erlachhof